# George Wells Beadle
George Wells Beadle (22.10 1903 – 9.6.1989) là nhà di truyền học người Mỹ, đã đoạt giải Nobel Sinh lý và Y khoa chung với Edward Lawrie Tatum cho công trình phát hiện ra vai trò cụ thể của gen trong hình thành tính trạng của sinh vật bằng giả thuyết một gen - một enzym. Giả thuyết này đã kết thúc giai đoạn nghiên cứu trên hình thức của di truyền học (formal genetics), chuyển sang giai đoạn di truyền hóa sinh, mở đầu cho sinh học phân tử.
Các thí nghiệm chủ yếu của Beadle và Tattum tiến hành trên mốc bánh mì Neurospora crassa đã chiếu xạ tia X, gây ra các đột biến khác nhau. Trong một loạt thí nghiệm, họ đã chỉ ra rằng các đột biến này gây ra các biến đổi trong các enzym đặc thù liên quan tới các đường trao đổi chất. Các thí nghiệm này đã chứng tỏ: mỗi gen (mà thời đó chưa biết cụ thể là gì) xác định một prôtêin là enzym, từ đó hình thành nên một tính trạng.

## Cuộc đời và Sự nghiệp
Beadle sinh tại Wahoo, Nebraska. Ông đậu bằng cử nhân khoa học về nông nghiệp ở Trường Nông nghiệp Đại học Nebraska năm 1926, nơi ông là hội viên của Hội ái hữu FarmHouse. Theo sự tiến cử của Franklin D. Keim - cố vấn của ông – ông vào học trường Nông nghiệp ở Đại học Cornell, định học khoa sinh thái học, nhưng ông sớm tập chú vào di truyền học và tế bào học, theo đuổi việc nghiên cứu di truyền của ngô dưới sự hướng dẫn của Rollins Adams Emerson—kể cả một vài sự cộng tác với Barbara McClintock. Ông đậu bằng tiến sĩ ở Đại học Cornell năm 1931.
Beadle làm nghiên cứu hậu tiến sĩ ở phòng thí nghiệm ruồi của Thomas Hunt Morgan tại Học viện Công nghệ California, nơi ông nghiên cứu với Alfred Sturtevant cùng các người khác về di truyền của loại ruồi giấm Drosophila melanogaster. Tại đây, khi làm việc với Boris Ephrussi, ông đã giúp triển khai một kỹ thuật để cấy ghép các tế bào xa lạ vào ấu trùng ruồi (tạo ra con mắt thứ 3 ở bụng ruồi); kỹ thuật này được dùng để chứng minh rằng một số đột biến làm ảnh hưởng tới màu mắt bao hàm các gien kiểm soát các bước trao đổi chất đặc thù trong việc sản xuất sắc tố của mắt. Trong một nỗ lực để định rõ đặc điểm chính xác các phản ứng và các chất có liên quan, ông đã tuyển mộ nhà hóa sinh Edward Lawrie Tatum để nghiên cứu vấn đề sắc tố. Cuối cùng họ đã cách ly và nhận dạng được sắc tố mà người tiền nhiệm đã tìm thấy trong cá thể đột biến "vermilion", nhưng làm quá vắn tắt theo một nhóm nhà nghiên cứu Đức độc lập. Sau công trình nghiên cứu ruồi giấm Drosophila melanogaster, Beadle làm giáo sư ở Đại học Harvard, rồi Đại học Stanford.
Cùng với Tatum, Beadle tập chú vào một sinh vật mẫu thích hợp hơn với di truyền hóa sinh: Neurospora . Bởi việc cấu tạo các dòng cá thể đột biến là đòi hỏi các yếu tố dinh dưỡng đặc thù (các amino acid hoặc các vitamin), họ đã xác minh rằng các đột biến gien cá thể chịu trách nhiệm về các bước cá nhân trong việc trao đổi chất và việc tổng hợp các chất dinh dưỡng cần cho sự sống. Điều này đã dẫn tới giả thuyết một gen-một enzym," trong đó khẳng định một gen sản xuất trực tiếp ra một enzym đơn vào năm 1941, đặt cơ sở cho quan niệm "một gen - một tính trạng", cũng như luận thuyết trung tâm của Francis Crick sau này.
Năm 1946, với sự hỗ trợ của Linus Pauling, Beadle được bổ nhiệm làm người đứng đầu phân ban sinh học mới được tổ chức lại của Học viện Công nghệ California; phân ban này là một trong các phân ban đầu tiên trong lãnh vực sẽ trở thành sinh học phân tử.

## Hoạt động chính trị
Vào đầu thời chiến tranh lạnh, Beadle đã thẳng thắn bênh vực các đồng nghiệp bị điều tra vì tình nghi có liên hệ với các người cộng sản, đồng thời cũng làm việc xác định cùng quảng bá các nguy hiểm tiềm tàng của bức xạ liên quan tới các vũ khí hạt nhân.

## Giải thưởng
Năm 1958, Beadle và Tatum được thưởng giải Nobel Sinh lý và Y khoa cho công trình nghiên cứu của họ về di truyền học hóa sinh. Ngoài giải Nobel nói trên, ông cũng đoạt Giải Albert Lasker cho nghiên cứu Y học cơ bản năm 1950.
Beadle làm chủ tịch Đại học Chicago từ 1961-1968, giúp—thông qua việc lập quỹ và tuyển mộ— để tái lập danh tiếng của trường như một đại học nghiên cứu hàng đầu. Năm 1966 ông xuất bản quyển The Language of Life.
Sau khi từ chức chủ tịch đại học, Beadle trở lại việc nghiên cứu về quan hệ tiến hóa giữa ngô và teosinte. Ông tiếp tục nghiên cứu tới cuối thập kỷ 1970, khi bệnh Alzheimer khiến ông không thể tiếp tục làm việc tinh thần được nữa.
George Beadle từ trần năm 1989

## Gia đình
Ông có một con trai, David (sinh năm 1931), với người vợ thứ nhất Marion Hill Beadle. Người vợ thứ hai của ông - Muriel Barnett Beadle – qua đời năm 1994